# Trichonida
Trichonida (Grieks: Λίμνη Τριχωνίδα,  Limni Trichonida, Oudgrieks: Λίμην Τριχωνίς, Limen Trichonis) is het grootste natuurlijke meer van Griekenland. Het is gelegen in het oostelijke deel van Aetolia-Acarnania, ten zuidoosten van de stad Agrinion en ten noordwesten van Nafpaktos. Het heeft een oppervlakte van 98,6 vierkante kilometer met een maximale lengte van 19 kilometer. De maximale diepte is 58 meter.
Een miljoen jaar geleden was het meer veel groter en besloeg het het centrale deel van Aetolia-Acarnania, een deel dat nu een vlakte is. Het Panaitoliko-gebergte ligt in het noorden en noordoosten van het meer.
De gemeentes rond het meer zijn (vanuit het oosten en met de klok mee) Thermo, Makryneia, Arakynthos, Thestieis en Paravola.
Rond het meer liggen bossen met esdoorns, dennen en andere bomen. Het meer en zijn omgeving bieden een thuis voor meer dan 200 vogelsoorten. Er zijn ook landbouwgrond en verschillende dorpen in de omgeving.